# 101, Airborne : Juin 44 - La 101e en Normandie
101, Airborne : Juin 44 - La 101e en Normandie (101st Airborne In Normandy en version originale) est un jeu vidéo de type wargame développé par Shrapnel Games et publié par Empire Interactive en 1998 sur PC. Le jeu se déroule pendant la Seconde Guerre mondiale et simule à l'échelle tactique des opérations aéroportée de la 101e division aéroportée des États-Unis lors du débarquement en Normandie,.

## Accueil
| 101st Airborne In Normandy |      |       |
| Média                      | Pays | Notes |
| Computer Games Magazine    | GB   | 4.5/5 |
| Computer Gaming World      | US   | 2/5   |
| Cyber Stratège             | FR   | 2/5   |
| PC Zone                    | US   | 73 %  |
| GameSpot                   | US   | 88 %  |
| PC Gamer US                | US   | 80 %  |